# عبد الوهاب جمال الدين
اللواء أح «عبد الوهاب جمال الدين» قائد عسكري مصري، شارك في حرب يونيو 1967، قاد الفرقة السابعة مشاة وقد قُتل في العريش أثناء العمليات الحربية لحرب يونيو 1967 .وكان لة دور ملحوظ في ثورة 23 يوليو 1952 في محاصرة الملك فاروق بقصر راس التين بالإسكندرية.

## نشاته
ولد في فبراير 1920 بقرية الجديدة مركز منيا القمح محافظة الشرقية. ووالدة محمد افندى جمال الدين من كبار رجال التعليم في عهد الملك فاروق
وبعد انتهائه من دراسته الثانوية من مدرسة التوفيقية بشبرا وحصولة على الباكالوريا التحق بالكلية الحربية وتخرج منها سنة 1939 والتحق بسلاح المشاة.

## أسرته
متزوج ولة أربع أبناء ولدان وبنتان محمد جيولوجى مدير عام بالاستكشاف بهيئة البترول وعمرو جيولوجى مدير عام بالاستكشاف بهيئة البترول أيضا والمحاسبة هالة والمحاسبة نادية مدير عام مساعد بشركة بدر الدين للبترول
تخرج من الكلية الحربية سنة 1939 وتوجة مباشرة إلى منقباد مع الرئيس جمال عبد الناصر وقد شارك في جميع الحروب بداء من الحرب العالمية الثانية 1942 ثم حرب فلسطين 1948 فحرب 1956 ثم حرب اليمن1962 كقائد اللواء السادس المشاة فرئيس اركان القوات العربية باليمن. وقائد للفرقة السابعة مشاة واستشهد في حرب يونيو 1967 بعد ما أبدته هده الفرقة من بسالة فائقة وأعمال بطولية إستثنائية في مواجهة العدو بميدان القتال حيث أنها حولت الليل إلى نهار بشهادة العدوالمواجه للفرقة وذلك بدون غطاءودعم جوى لحميتها.
يقول عنه أمين هويدي:
كان مثالا للعبقرية الحربية المصرية وشكل ثالوثاً يضرب به المثل مع أمين هويدي واللواء أحمد منير عبد الرحيم.

### تدريبه
- حاصل على بكالوريوس العلوم العسكرية من الكلية الحربية المصرية سنة 1939 .
- حاصل على ماجستير العلوم العسكرية كلية اركان حرب الدورة الحادية عشر سنة 1951 .
- حاصل على جميع الدورات والفرق التدريبية العامة لضباط المشاة.
- حاصل على دورات تدريبية من الولايات المتحدة الأمريكية سنة 1955 .
- حاصل على دراسات من الكتلة الشرقية سنة 1957 .
- حاصل على فرقة الدفاع الذري من كلية القادة والاركان أكاديمية فرونز في الاتحاد السوفيتي سنة 1961 .
- حاصل على اكاديمية ناصر العسكرية العليا الدفعة الأولى في أعلى دراسات علم الحرب سنة 1966 .

8 ===تاريخة العسكرى===
- رئيس اركان الكتيبة العاشرة باللواء السابع أثناء ثورة يوليو 1952.
- براسة القوات المصرية بالخرطوم.
- قائد الكتيبة 16 مشاة.
- شعبة العمليات.
- تفتيش المشاة.
- رئيس اركان اللواء الخامس مشاة.
- قائد اللواء الخامس مشاة.
- قائد اللواء السادس مشاة.
- رئيس اركان القوات العربية باليمن.
- هيئة عمليات الجيش.
- مدير إدارة شئون الضباط بقيادة القوات البرية.
- رئيس اركان الفرقة السابعة مشاة.
- قائد الفرقة السابعة مشاة أثناء حرب يونيو 1967 حتى استشهادة.

## دوره فيثورة 1952
يقول اللواء عبد المنعم عبد الرؤوف عنه في مذكراته: الصاغ أركان حرب عبد الوهاب جمال الدين، هو زميلى في كتيبتى في أبى عجيلة، وزاملنى في نفس القطار لقضاء إجازة ميدان في القاهرة، وأبلغنى بأننى عينت قائدا للكتيبة 19 مشاة، وهي في انتظارى عند فندق مينا هاوس بالهرم على طريق مصر إسكندرية، وأنه عين أركان حرب مجموعة اللواء السابع الواقفة هناك أيضا، استعداد للتحرك معا إلى الإسكندرية لمحاصرة الملك فاروق في قصر راس التين.

## دوره في حرب 1967

### معركة رفح 5 يونيو 1967
كان اللواءاح عبد الوهاب جمال الدين رئيس أركان الفرقة السابعة وتولى قيادتها في معركة رفح بعد إصابة قائد الفرقة اللواء عبد العزيز سليمان في الضربة الجوية. وقد قامت هدة الفرقة باعمال استثنائية من أعمال بطولية بدون غطاء ودعم جوى يشهد لها العدو.

## تكريمه
حاصل على العديد من الميداليات والأنواط والاوسمة منها:
- ميدالية محمد على المئوية.
- ميدالية فلسطين.
- ميدالية نوط الجيش.
- ميدالية العيد العاشر لثورة يوليو 1952 .
- ميدالية الخدمة الطويلة والقدوة الحسنة طبقة اولى.
- ميدالية الترقية الاستثنائية.
- نوط الجلاء 1954 .
- نوط الاستقلال طبقة اولى 1956 .
- نوط النصر 1957 .
- نوط الواجب العسكرى.
- نوط التدريب طبقة اولى.
- نوط الجمهورية العسكرى طبقة اولى.
- وسام التحرير 1952 .
- وسام قيام الجمهورية العربية المتحدة 1958 .
- تم تكريمه بمنحه وسام نجمة الشرف بعد إستشهاده من الرئيس جمال عبد الناصر للدور البطولى بميدان القتال وقد سلمها لاسرتة الرئيس أنور السادات سنة 1971 .
- تم إطلاق إسمه على مدرسة الفريق الشهيد عبد الوهاب جمال الدين بمسقط راسة بالجديدة مركز منيا القمح بمحافظة الشرقية.
- وقد منح رتبة الفريق تكريما لة.